# Blind Vertrouwen (toneelstuk)
Blind Vertrouwen is een Nederlands toneelstuk met Rick Engelkes, Angela Schijf en Loek Peters. Het stuk werd geschreven door Charles den Tex en de regie wordt verzorgd door Peter de Baan.
De eerste try-out vond plaats op 2 februari 2011 te Cuijk. Op 9 februari 2011 ging het stuk in première in het DeLaMar-theater in Amsterdam. Het was tot en met mei 2011 in verschillende Nederlandse theaters te zien.

## Verhaal
De hoofdpersonen Harry en Sacha zijn twee jaar geleden hun kleine dochtertje kwijtgeraakt door een ongeluk. Tijdens een feestje komen de sindsdien gegroeide relatieproblemen aan de oppervlakte.